# Mantra (Jennie)
Mantra è un singolo della cantante e rapper sudcoreana Jennie, pubblicato l'11 ottobre 2024 come primo estratto dal primo album in studio Ruby.

## Pubblicazione
Dopo non aver rinnovato il suo contratto con la YG per le sue attività soliste, nel novembre 2023 Jennie ha fondato la sua etichetta discografica, la Odd Atelier. Successivamente, l'8 settembre 2024, è stato annunciato che aveva firmato un contratto come artista solista con la Columbia, in collaborazione con la sua etichetta. Jennie da allora ha iniziato a stuzzicare l'uscita di nuova musica, pubblicando un video in cui appendeva un manifesto con la scritta "Calling all pretty girls". Il giorno successivo ha condiviso una foto di sé stessa in un parcheggio all'aperto con il numero 1011 sullo sfondo, anticipando un'uscita prevista per l'11 ottobre.
Nei giorni successivi, ha continuato a pubblicare video teaser, tra cui uno nello stesso parcheggio con la didascalia "☎️ PRE-TTY-GIRL" e un altro intitolato "Picked up the phone", in cui strappava una copia del numero di telefono stampato sull'annuncio pubblicitario. Il 28 settembre è stato pubblicato un video intitolato "Presenting… 🍵", in cui Jennie recitava sei regole del "mantra delle ragazze carine" elencate dal narratore: le ragazze carine sono determinate, praticano l'amore per sé stesse, amano gli animali, dormono bene, si prendono cura di sé stesse e evitano i drammi. Il giorno seguente, ha condiviso foto delle sue gambe e della vita con la scritta del nome del brano tatuata in corsivo. Il 30 settembre ha annunciato ufficialmente il nome del singolo, Mantra, e la sua data di uscita prevista per l'11 ottobre, accompagnata da un video promozionale che includeva un frammento di Jennie mentre cantava.

## Descrizione
Il brano è stato prodotto da El Guincho, Jelli Dorman, Jumpa e da Serban Cazanduo. È composto in chiave Si bemolle minore ed ha un tempo di 117 battiti per minuto. Stereogum ha descritto il brano come l'interpretazione di Jennie del «pop disordinato e sfacciato». Dal punto di vista testuale, il brano è un inno femminista che celebra una vita senza drammi. Kim ha dichiarato che la canzone «è stata ispirata dal [suo] periodo di registrazione a Los Angeles» ed è «un invito a essere positivi, espressivi e fedeli a sé stessi. È energica e potente, con un messaggio per tutte le mie ragazze, donne e ragazze carine là fuori: amatevi per quello che siete. Questo è il vostro inno». In un'intervista a Vogue, Jennie ha descritto la canzone in modo simile, definendola «un inno divertente e vivace che celebra il potere femminile e ispira ogni donna a brillare a modo suo con fiducia».

## Promozione
La prima esibizione televisiva di Jennie con Mantra è avvenuta il 15 ottobre al programma statunitense Jimmy Kimmel Live!, segnando il suo debutto televisivo negli Stati Uniti come artista solista. Come descritto positivamente da Billboard, Jennie ha messo in mostra le sue «vocalità impeccabili e una coreografia impressionante» sul palco. In madrepatria, Jennie ha eseguito il brano nel programma musicale M Countdown il 17 ottobre, tornando nello show per la prima volta in otto anni, dopo avervi partecipato nel 2016 insieme alle Blackpink. Inoltre, si è esibita con il brano nel programma musicale Show! Eum-ak jungsim il 19 ottobre. Il 10 novembre, Jennie ha presentato il pezzo al festival Superpop Japan, tenutosi al Panasonic Stadium Suita di Osaka, in Giappone.

## Accoglienza
Mantra ha ricevuto recensioni generalmente positive da parte della critica. In una recensione per NME, Puah Ziwei ha assegnato al brano quattro stelle su cinque, lodandola come una «dichiarazione sicura e audace» con un «coraggioso inizio a cappella [che] lascia spazio a un ritornello degno di essere cantato», ma ha criticato il brano per la sua brevità. Lim Seon-hee della rivista sudcoreana IZM ha valutato la canzone con tre stelle su cinque, definendola una svolta inaspettata rispetto ai suoi singoli precedenti, sia dal punto di vista sonoro che lirico. Ha apprezzato il ritmo costante e invariato, che secondo lui riflette bene le caratteristiche di un mantra e «suscita curiosità» nel pubblico. L'autore ha inoltre elogiando il brano come un inno femminista potente che «stabilisce audacemente uno spazio di solidarietà» per le donne. Andrei Santos della rivista L'Officiel Philippines ha elogiato la canzone per la sua produzione elettrizzante e contagiosa, descrivendola positivamente come «un inno audace che incarna l'incrollabile fiducia e lo spirito spensierato di Jennie».

### Riconoscimenti
Premi dei programmi musicali sudcoreani
- M Countdown
  - 17 ottobre 2024[18]

## Video musicale
Il video, diretto da Tanja Muïn'o, è stato reso disponibile in concomitanza con l'uscita del brano attraverso il canale YouTube dell'artista. Dopo la pubblicazione, la clip ha raggiunto la prima posizione tra i video di tendenza su YouTube in Corea del Sud, negli Stati Uniti e a livello globale. Ha superato le 100 milioni di visualizzazioni il 25 novembre, 45 giorni dopo la sua pubblicazione.

### Sinossi
Il video inizia con una bambina che canta Mantra sul sedile posteriore di una macchina con due uomini durante l'ora di punta sulla Santa Ana Freeway, in riferimento a una scena del film del 1998, Rush Hour - Due mine vaganti (Rush Hour). Successivamente, vengono mostrati spezzoni di Jennie che scende da un'auto d'epoca indossando diversi outfit, prima di iniziare a eseguire la coreografia del brano. Appare mentre interpreta il pezzo con una varietà di look, alcuni con capelli biondi, in diverse location di Los Angeles, tra cui il Petersen Automotive Museum.

## Tracce
Testi e musiche di Jennie, Claudia Valentina, Zikai, Elle Campbell, Jumpa, Billy Walsh, Jelli Dorman e Serban Cazan.
1. Mantra – 2:16

## Formazione
- Jennie – voce
- Jelli Dorman – produzione, cori di sottofondo, ingegneria del suono, assistenza tecnica vocale, produzione vocale
- Jumpa – produzione
- Serban Cazan – produzione,  programmazione
- El Guincho – produzione, batteria, tastiere, percussioni, basso sintetizzato, sintetizzatore
- Kuk Harrell – registrazione, assistenza tecnica vocale, produzione vocale
- Șerban Ghenea – missaggio
- Will Quinnell – mastering
- Bryce Bordone – assistenza all'ingegneria del suono

## Successo commerciale

### Asia
In Corea del Sud, Mantra ha debuttato alla 52ª posizione della Circle Chart. Nella sua prima settimana completa di monitoraggio, è salita alla 5ª posizione, segnando il suo quarto successo nella top ten nel paese dopo Solo, You & Me e Spot!, mentre la versione esplicita ha debuttato alla 54ª posizione. La canzone ha raggiunto la sua posizione più alta al 3º posto nella settimana successiva, e la versione esplicita ha raggiunto la 53ª posizione.

### Europa
Nel Regno Unito, ha debuttato alla 37ª posizione della Official Singles Chart, battendo il record detenuto dalla sua collega Jisoo con Flower per la canzone di un'artista solista coreana più alta in classifica nella storia della graduatoria britannica. Questo ha segnato la seconda top forty dell'anno per Jennie, dopo che One of the Girls ha raggiunto la 21ª posizione a gennaio. Con Mantra, ha preso la leadership come la componente dei Blackpink con il maggior numero di singoli nella top forty del Regno Unito, ora con un totale solista di due, insieme a You & Me.

### Stati Uniti d'America
Mantra ha debuttato alla 3ª posizione della Billboard Global 200 con 74,9 milioni di stream e 15 000 copie vendute in tutto il mondo nella sua prima settimana completa di monitoraggio. Questo ha segnato la sua terza top ten in classifica come solista, dopo i singoli del 2023 You & Me e One of the Girls, quest'ultimo con The Weeknd e Lily-Rose Depp. Ha eguagliato il risultato della sua collega, Lisa, che ha ottenuto tre top ten, mentre Jisoo e Rosé ne hanno avuto uno ciascuna, e il gruppo Blackpink ha totalizzato quattro. La canzone ha anche debuttato alla 2ª posizione della graduatoria della Billboard Global Excl. US con 69 milioni di stream e 12 000 copie vendute fuori dagli Stati Uniti. Jennie ha ottenuto la sua quarta top ten come solista in questa classifica, dopo You & Me, One of the Girls e Spot!, eguagliando le quattro top ten ottenuti sia dalle Blackpink che da Lisa, mentre Jisoo e Rosé ne hanno ottenuto uno ciascuna. La canzone ha esordito alla 98ª posizione della Billboard Hot 100, il suo secondo ingresso nella graduatoria dopo One of the Girls.

## Classifiche

### Classifiche settimanali
| Classifica (2024)   | Posizione massima |
| ------------------- | ----------------- |
| Arabia Saudita      | 9                 |
| Canada              | 46                |
| Corea del Sud       | 3                 |
| Emirati Arabi Uniti | 8                 |
| Filippine           | 5                 |
| Francia             | 85                |
| Grecia              | 28                |
| Hong Kong           | 1                 |
| India               | 16                |
| Indonesia           | 8                 |
| Irlanda             | 82                |
| Lituania            | 69                |
| Malaysia            | 2                 |
| Medio Oriente       | 7                 |
| Nuova Zelanda       | 32                |
| Portogallo          | 100               |
| Regno Unito         | 37                |
| Singapore           | 2                 |
| Stati Uniti         | 98                |
| Taiwan              | 1                 |

### Classifiche di fine anno
| Classifica (2024) | Posizione |
| ----------------- | --------- |
| Corea del Sud     | 114       |

## Date di pubblicazione
| Paese                 | Data            | Formato                      | Etichetta             | Nota   |
| --------------------- | --------------- | ---------------------------- | --------------------- | ------ |
| Mondo                 | 11 ottobre 2024 | Download digitale, streaming | Odd Atelier, Columbia | [ 39 ] |
| Italia                | 18 ottobre 2024 | Contemporary hit radio       | Sony Italy            | [ 40 ] |
| Stati Uniti d'America | 9 novembre 2024 | Contemporary hit radio       | Columbia              | [ 41 ] |